# Neolophonotus albofasciatus
Neolophonotus albofasciatus är en tvåvingeart som först beskrevs av Ricardo 1900.  Neolophonotus albofasciatus ingår i släktet Neolophonotus och familjen rovflugor. Inga underarter finns listade i Catalogue of Life.